# 宮路武
宮路 武（みやじ たけし、1965年12月22日 - 2011年7月29日）は、ゲームクリエイター。
『ガングリフォン』シリーズや『グランディア』シリーズの生みの親。兄は宮路洋一。携帯電話ゲームの制作・運営会社株式会社ジー・モードの元代表取締役社長。

## 概要
15歳でアスキーで活動を始める。アスキーではプログラミングの本も書いている。
19歳でゲームアーツを兄の洋一などアスキーの仲間達と立ち上げる。以降16年間ゲームアーツの取締役開発部長として活躍。ガングリフォンやグランディア、シルフィードなどのディレクター、プロデューサーをつとめる。
2000年には携帯電話向けのゲーム開発会社のジー・モードを設立。
2011年7月29日死去。45歳没。生前脳腫瘍を患っており、2010年には手術を行っていた。

## 作品
- AX-6 / スペースエネミー（1982年、PC-6001）プログラマ
- SX-2 ドイツ・アフリカ装甲軍団（1984年、PC-6001）ゲームデザイン/プログラマ
- シルフィード（1986年、PC）ディレクター
- ファリア 封印の剣（1989年、FC）プログラムディレクター
- HARAKIRI（1990年、PC）ディレクター
- 天下布武〜英雄たちの咆哮〜（1991年、メガCD）監督
- シルフィード（1993年、メガCD）ディレクター
- ガングリフォンザ ユーラシアン コンフリクト（1996年、セガサターン）ディレクター
- グランディア（1997年、セガサターン）総監督
- ガングリフォンII（1998年、セガサターン）ディレクター
- グランディアII（2000年、ドリームキャスト）プロデューサー

## 関連人物
- 遠藤雅伸
- 宮路洋一
- 石原義彦
- 堀主知ロバート
- 木谷高明
- 中裕司
- 岩垂徳行
- 村松澄夫
- 森下一喜
- 孫泰蔵
- 日髙のり子
- 井上喜久子
- 小杉十郎太
- 河上京子
- 長木一記
- 栗田祐介
- 大味健一郎
- 岡野崇宏
- 大畑和幸